# Simpang III
Simpang III is een bestuurslaag in het regentschap Aceh Selatan van de provincie Atjeh, Indonesië. Simpang III telt 1016 inwoners (volkstelling 2010).